# Moropsyche trikonakarni
Moropsyche trikonakarni är en nattsländeart som beskrevs av Schmid 1968. Moropsyche trikonakarni ingår i släktet Moropsyche och familjen Apataniidae. Inga underarter finns listade i Catalogue of Life.